# Dyomyx ocellata
Dyomyx ocellata là một loài bướm đêm trong họ Noctuidae.